# Американская история 3: Сокровища острова Манхэттен
«Американская история 3: Сокровища острова Манхэттен» (англ. An American Tail: The Treasure of Manhattan Island, альтернативное название — «Американский хвост 3») — мультфильм.

## Сюжет
Действие мультфильма происходит в историческом «плавильном котле» — Нью-Йорке XIX века, где Файвел и семейство Мышкевичей изо всех сил борются за то, чтобы воплотить свою «американскую мечту». Но однажды таинственная карта сокровищ приводит Файвела и его друзей за стены города, в загадочный мир мышей — уроженцев Америки, и здесь он находит нечто ещё более драгоценное, чем золото и украшения!

## Озвучивание
- Томас Деккер — Файвел Мышкевич
- Дом Делуиз — Тигр
- Нехемия Персофф — Папа
- Эрика Йон — Мама
- Пэт Мьюзик — Тони
- Лейси Шабер — Таня